# Das Dschungelbuch – Die Serie
Das Dschungelbuch – Die Serie (jap. ジャングルブック・少年モーグリ, Janguru Bukku Shōnen Mōguri für Jungle Book Shōnen Mowgli) ist eine Animeserie des Studios Nippon Animation aus dem Jahr 1989. Die an Kinder gerichtete Serie ist in die Genres Abenteuer, Action und Drama einzuordnen und wurde in viele Sprachen übersetzt. In Deutschland wurde ein Zusammenschnitt der Serie auch als Das Dschungelbuch – The Movie veröffentlicht. Sie basiert auf der Erzählsammlung Das Dschungelbuch, deren bekannteste Verfilmung Das Dschungelbuch von 1967 datiert. Die Serie spielt aber in einer etwas moderneren Welt als die Vorlage.

## Inhalt
Das Findelkind Mogli, Sohn zweier im Dschungel umgekommenen Entdecker, wächst im Urwald im Wolfsrudel von Akela auf. Er wird nicht nur von den Wölfen, sondern auch vom Bären Balu, der Schlange Kaa und dem Panther Baghira aufgezogen und freundet sich mit vielen Tieren des Waldes an und lernt ihre Sprache. Doch gibt es für Mogli auch Gefahren, wie den menschenfressenden Tiger Shir Khan, welcher mit Menschen schlechte Erfahrungen gemacht hat. Shir Khan tötete auch den früheren Anführer des Wolfsrudels, Alexander (Mogli´s Wolfsvater), als dieser Mogli aufnahm. Schuldig fühlend am Tod seines Vaters schwor Mogli Rache. Ärger bereiten ihm und den anderen Tieren auch eine Affenbande. So bestreitet Mogli verschiedene Abenteuer und muss sich dabei noch seine Rolle und Identität als Mensch zwischen Wölfen suchen. Denn die Menschen, auf die er trifft, halten ihn für einen Dämon. Engeren menschlichen Kontakt hat er erstmals wieder nach einem Sturz in eine Fallgrube während der Jagd. Den Gebrauch des Feuers, Messers und der menschlichen Sprache lernt er von einem alten Mann namens Bogi und seiner Enkelin Meshua. Dadurch kann er sich an Shir Kahn für den Tod seines Wolfsvaters rächen. Nachdem Mogli Shir Khan besiegen konnte, nehmen die Menschen ihn bei sich auf.

## Produktion und Veröffentlichung
Der Anime wurde unter der Regie von Fumio Kurokawa bei Nippon Animation produziert. Die verantwortlichen Produzenten waren Kenichi Tominaga und Shunichi Kosao, das Serienkonzept stammt von Kimio Yabuki. Das Charakterdesign wurde entworfen von Sadahiko Sakamaki und die künstlerische Leitung lag bei Noburo Numai. 
Die Erstausstrahlung der Serie fand vom 2. Oktober 1989 bis zum 29. Oktober 1990 bei TV Tokyo statt. Die erste Ausstrahlung der deutschen Fassung begann am 2. April 1991 bei Premiere. ProSieben zeigte den Anime ab dem 2. April 1991, es folgten viele weitere Ausstrahlungen bei Kabel 1, tm3, Tele 5, Anixe und Your Family Entertainment. Die Serie erschien von 1991 bis 1994 auf VHS bei UFA Video unter dem Titel UFA’s Dschungelbuch und ab 2008 auch auf DVD bei KSM. Ein Zusammenschnitt der Serie erschien in Deutschland auf VHS als UFA’s Dschungelbuch – Der Film und auf DVD bei KSM als Das Dschungelbuch – The Movie. Synchronfassungen ins Französische, Englische, Spanische, Italienische, Arabische und Portugiesische wurden in Fernsehprogrammen ausgestrahlt, auch Fassungen in weiteren Sprachen wurden veröffentlicht. 

### Synchronsprecher
| Rolle     | Japanische Stimme (Seiyū) | Deutsche Stimme            |
| --------- | ------------------------- | -------------------------- |
| Mogli     | Urara Takano              | Leonhard Mahlich           |
| Balu      | Banjō Ginga               | Franz Josef Steffens       |
| Baghira   | Hiroya Ishimaru           | Gottfried Kramer           |
| Akela     | Yuzuru Fujimoto           | Jochen Sehrndt             |
| Sura      | Shigeru Nakahara          | Alexander „Sascha“ Draeger |
| Shir Khan | Shigezō Sasaoka           | Manfred Reddemann          |
| Kaa       | Keaton Yamada             | Rüdiger Schulzki           |

### Musik
Die Musik der Serie wurde komponiert von Hideo Shimazu. Für den Vorspann verwendete man das Lied GET UP/Ai o Shinjite (GET UP/愛を信じて) gesungen von Toshiya Igarashi und für den Abspanntitel Chikyū no Ko (地球の子) von Ushio Hashimoto. Für die französische Fassung wurde ein neuer Vorspanntitel produziert, dessen Melodie auch in der deutschen Fassung Verwendung fand.

## Rezeption
Die AnimaniA lobt anlässlich der Veröffentlichung des Animes auf DVD „eine tolle Synchro und liebevolle Animationen, die ihren Zauber nie verlieren!“ Zwar seien Altersspuren bei Bild und Ton bemerkbar, aber dies trübe den Gesamteindruck der „Kultserie“ nur unwesentlich.